# Permission tacite
 (février 2024).
Si vous disposez d'ouvrages ou d'articles de référence ou si vous connaissez des sites web de qualité traitant du thème abordé ici, merci de compléter l'article en donnant les références utiles à sa vérifiabilité et en les liant à la section « Notes et références ».
La permission tacite est une mesure exceptionnelle qui permettait à un ouvrage d’être imprimé malgré la censure. Elle intervenait en particulier quand cet ouvrage ne répondait pas suffisamment aux critères d’orthodoxie de l’Église pour permettre officiellement son impression, mais n’était pas jugé assez hétérodoxe pour qu’on puisse l’interdire.
On attribue l’invention de la permission tacite à l’abbé Bignon en 1709, et le premier éditeur à en jouir aurait été Claude Jore, pour une édition du Criticon de Baltazar Gracian.
La permission tacite se distingue de la permission clandestine ou de la permission orale.